# Parque Independencia (República Dominicana)
El Parque Independencia es un espacio público y monumento histórico situado en el sector Ciudad Nueva, en el centro histórico de Santo Domingo, Distrito Nacional, República Dominicana. Este parque marca el lugar donde se proclamó la independencia dominicana el 27 de febrero de 1844, y constituye uno de los sitios más importantes de la memoria nacional. Forma parte integral del conjunto monumental conocido como la Puerta del Conde, nombre con el que también se identifica popularmente a esta área.
Dentro del parque se encuentra el Altar de la Patria, mausoleo que alberga los restos de los Padres de la Patria: Juan Pablo Duarte, Francisco del Rosario Sánchez y Ramón Matías Mella. El parque está delimitado por importantes avenidas, como la avenida Independencia y la calle Palo Hincado, y es un punto de interés tanto para actividades cívicas como para visitantes nacionales y extranjeros.

## Historia
El origen del Parque Independencia se remonta a la época colonial, cuando el área donde se ubica hoy formaba parte del sistema defensivo de la ciudad de Santo Domingo. La estructura conocida como Puerta del Conde fue construida en el siglo XVII como una de las entradas a la ciudad amurallada. Su nombre hace alusión a Bernardino de Meneses y Bracamonte, conde de Peñalva, quien fuera gobernador de la colonia en ese entonces.
El 27 de febrero de 1844, en este sitio, un grupo de patriotas encabezado por Ramón Matías Mella proclamó la independencia de la República Dominicana, disparando un trabucazo en señal de ruptura con el dominio haitiano. Este hecho convirtió al lugar en un símbolo nacional, y a partir de entonces la Puerta del Conde fue asociada con el inicio de la vida republicana del país.
Durante el siglo XX, especialmente bajo el gobierno de Rafael Leónidas Trujillo, se realizaron intervenciones urbanísticas en la zona con el fin de resaltar su importancia patriótica. En 1943 se construyó el Altar de la Patria, concebido como un mausoleo nacional donde serían depositados los restos de los fundadores de la nación, trasladados desde la Catedral Primada de América.